# Utiaritichthys
Utiaritichthys är ett släkte av fiskar. Utiaritichthys ingår i familjen Characidae.
Kladogram enligt Catalogue of Life:
| Utiaritichthys | \| \| Utiaritichthys longidorsalis \| \| \| \| \| \| Utiaritichthys sennaebragai \| \| \| \| |
|                | \| \| Utiaritichthys longidorsalis \| \| \| \| \| \| Utiaritichthys sennaebragai \| \| \| \| |
|                | Utiaritichthys longidorsalis                                                                 |
|                |                                                                                              |
|                | Utiaritichthys sennaebragai                                                                  |
|                |                                                                                              |